# アリオ市原
- セブン&アイ・ホールディングス
  - イトーヨーカ堂 > アリオ > アリオ市原
  - セブン&アイ・クリエイトリンク > アリオ > アリオ市原

アリオ市原（アリオいちはら）は、千葉県市原市に立地するセブン&アイ・ホールディングス傘下のセブン&アイ・クリエイトリンクが運営する大型ショッピングセンターである。

## 概要
2013年11月28日に開店した。五井地区には、もともとイトーヨーカドー市原店が存在していたが、2010年5月10日をもって閉店していたため約3年半ぶりにイトーヨーカドー系列店舗が開業したことになる。なお姉崎地区にはイトーヨーカドー姉崎店（2025年2月閉店予定）が現存しているほか、市原地区にはイトーヨーカドー八幡宿店があったものの2005年4月17日をもって閉店している。
市原市内では最大規模のショッピングセンターであるが、東日本大震災の復興事業などと重なったことによる資材価格高騰により、当初予定から大幅に規模を縮小しての開業となった。

## 歴史

### 開発計画
当SCは、五井駅東口から1.5km離れた区画整理事業の一環として、市原市が総合公園を整備し、その隣に2つの商業施設エリアを設定。出店者については公募プロボーザル方式によりイオンなど11社がエントリー、選考した結果、モール・エスシー開発（現・セブン&アイ・クリエイトリンク）とカインズの2事業者が選ばれた。地上2階の施設にテナントとしてイトーヨーカドー、カインズホーム、映画館、150から200の専門店などが入る予定である。敷地はおよそ215,000m2、駐車場収容台数3,000台で、市内では最大規模でる。なお、規模はアリオ蘇我を大きく上回り、国内最大級のアリオの店舗となる予定であった。
また、総合公園、道路などの整備も同時に進められている。2007年度から2年を掛けて造成、2010年度に一部オープンした（全面供用開始は2012年度末を予定）。しかし、63億円の税金を使うため、市民などの反対も少なくはない。2009年時点、工事のため敷地内の道路を通行止めにし、本格的な工事が行われていた。近くには図書館、多目的ホールなどがあり、施設と連携していく動きもある。市内では乗降客数最多の五井駅や、館山自動車道（東関東自動車道館山線）の市原ICもあり、多くの来客が見込まれている。市内では2007年に市北部にあるちはら台の大型商業施設「ユニモ」がオープンしたが、五井地区からは距離が離れており、この計画により、五井地区に大型商業施設が出来る事となった。

### 開発期間延期
2009年2月1日、当初予定していた2010年4月オープンが事実上困難な見通しであることがわかった。原因は原料の高騰に伴う事業費が増加したことや経済情勢の急速な悪化で入居テナントが思うように集まらず、2月1日時点で合意に至ったテナントはなかった。現状ではヨーカドーを核とした店舗展開をせず新業態での出店を模索していた。

### イトーヨーカドー市原店の閉店
2009年11月になって、イトーヨーカ堂が五井駅西口にある、「イトーヨーカドー市原店」を2010年5月に閉店させる方針である事が判明、その上でショッピングモール、シネコン構想が難航していることを示唆、単独での開発を断念することを明らかにした。そもそも、イトーヨーカ堂は前述の公募プロボーザル選考の際に市原店継続を約束したことがモール・エスシー開発選定の一因にもなっており、市原市と市原商工会議所では閉店の撤回を要求していたが、予定通り5月9日に約束を破る形で閉店した。

### 開発完了
なお、カインズは2009年8月に開かれた地元説明会の中で、2010年4月頃のオープンを目指している事を表明。予定通り、2010年4月6日にオープンした。当初の計画からは大幅に遅れながらも2013年10月29日に「アリオ市原」の開業計画が発表され、2013年11月28日に開業した。当初の計画より縮小された形での開業となった。

## 主要テナント

### 中核店舗
- イトーヨーカドー

### 1F店舗
- イトーヨーカドー
- 無印良品
- ロフト
- ABC-MART
- 3COINS
- ユニクロ
- アカチャンホンポ
- わくわく広場
- サイゼリヤ
- ミスタードーナツ
- 大戸屋
- カルディコーヒーファーム
- 新風堂
- QBハウス

### 2F店舗
- TOHOシネマズ
- ダイソー
- おかしのまちおか
- 眼鏡市場
- マクドナルド
- ケンタッキーフライドチキン
- モスバーガー
- はなまるうどん
- ペッパーランチ
- 築地銀だこ
- サーティーワンアイスクリーム

### TOHOシネマズ市原
2階にあるTOHOシネマズの運営によるシネマコンプレックス。10スクリーン、1,578席（車椅子20席）を有する。
最も収容できる9番スクリーンにはTOHOシネマズ独自巨大規格スクリーン『TCX』が採用されている。
| No. | 座席数 | 車椅子 | サイズ(m) | サイズ(m) | 3D 対応 | 備考 |
| No. | 座席数 | 車椅子 | 縦        | 横        | 3D 対応 | 備考 |
| --- | ------ | ------ | --------- | --------- | ------- | ---- |
| 1   | 125    | 2      | 4.30      | 10.10     |         |      |
| 2   | 124    | 2      | 4.30      | 10.10     | ○       |      |
| 3   | 125    | 2      | 4.30      | 10.10     |         |      |
| 4   | 268    | 2      | 6.86      | 16.14     |         |      |
| 5   | 191    | 2      | 5.10      | 12.00     | ○       |      |
| 6   | 124    | 2      | 4.30      | 10.10     |         |      |
| 7   | 85     | 2      | 3.53      | 8.30      |         |      |
| 8   | 85     | 2      | 4.30      | 10.10     |         |      |
| 9   | 328    | 2      | 8.35      | 18.50     | ○       | TCX  |
| 10  | 123    | 2      | 4.3       | 10.10     |         |      |